# 羅亞爾鎮區 (阿肯色州懷特縣)
羅亞爾鎮區（英語：Royal Township）是位於美國阿肯色州懷特縣的一個行政鎮區。

## 地方資料
羅亞爾鎮區的面積為62.52平方千米，當中陸地面積為62.51平方千米，而水域面積為0.01平方千米。根據2010年美國人口普查的數據，當地共有人口703人，而人口密度為每平方千米11.24人。